# Bergvölker (Thailand)
Als Bergvölker (thailändisch ชาวดอย, RTGS Chao Doi, ชาวเขา, Chao Khao, คนดอย, Khon Doi oder คนเขา Khon Khao; englisch Hill Tribes) werden verschiedene ethnische Gruppen bezeichnet, die in den Gebirgen und Hochländern Nord- und Westthailands ansässig sind.

## Ethnische Gruppen
Zu den Bergvölkern in Thailand zählen etwa eine Million Menschen. Sie werden – zum Teil uneinheitlich – in verschiedene Gruppen unterteilt. Meist werden die sieben ethnolinguistischen Hauptgruppen genannt: Karen, Lisu, Akha (auch Aka oder Ahka geschrieben), Lahu, Yao (Mien), Hmong (Miao oder Meo) und Palaung (De’ang). Mit Ausnahme der letztgenannten werden diese auch von der thailändischen Regierung als ethnische Minderheiten anerkannt. Außerdem können Lawa, Mlabri, Htin und Kamu (Khmu) zu den Bergvölkern gezählt werden.
Die größeren Ethnien gliedern sich weiter in kleinere soziale, sprachliche und kulturelle Untergruppen; so sind z. b. die Karen in fünf Sprachgruppen unterscheidbar. 
Die Siedlungsgebiete der meisten dieser ethnischen Gruppen erstrecken sich über mehrere Staaten und umfassen auch Gebiete im Süden der Volksrepublik China, im Norden und Osten Myanmars, im Norden Vietnams und/oder in Laos, wo sie Lao Soung („Hochland-Laoten“) oder Lao Theung („Berghang-Laoten“) genannt werden.

## Sprachen
Die Bergvölker sprechen sinotibetische (Akha, Lahu, Karen, Lisu), Hmong-Mien- oder Mon-Khmer-Sprachen (z. B. De’ang).

## Kultur
Die Kulturen der einzelnen Ethnien unterscheiden sich sehr beträchtlich voneinander, sodass die verallgemeinernde Bezeichnung als Bergvölker problematisch ist. Einige Ethnien betreiben Schwendbau oder Brandrodungsfeldbau. Die Yao verfügen auch über ein Schriftkorpus auf Chinesisch.

## Soziale Umstände
Lange Zeit von der thailändischen Regierung ignoriert, versuchen in neuerer Zeit zahlreiche Entwicklungsprojekte, das Leben der Menschen zu verbessern. Dazu unterstützt man u. a. die Landkultivierung, die Bewässerung und den ökologischen Waldbau. Als thailändische Staatsbürger besteht für sie auch Militär- und Schulpflicht, weshalb in den Bergregionen systematisch Schulen gebaut wurden. Die Angehörigen dieser ethnischen Minderheiten lernen dort in den ersten Klassen Thai wie eine Fremdsprache. Viele kommen mit Kräutern, Gewürzen, Honig und Pilzen aus den Wäldern, den Produkten aus dem Ackerbau und aus ihrem traditionellen Handwerk, vor allem Textilien und Silberschmuck, auf die Märkte im Flachland. Mit den Einnahmen besorgen sie sich, was ihnen die vorauseilende Zivilisation der Flachländer anbietet, einschließlich aller westlicher Errungenschaften der Technik und der Unterhaltungsindustrie. Außerdem führt die fortschreitende touristische Erschließung auch der unwegsamen Gebiete Thailands dazu, dass sich die Menschen als Attraktion oder Anschauungsobjekte in Tourenpläne der Reiseveranstalter einbinden lassen. Einige Angehörige der Bergvölker bauen im Goldenen Dreieck Schlafmohn an und betätigen sich als professionelle Drogenproduzenten im Drogenhandel.

## Geschichte
Die meisten dieser Ethnien emigrierten seit der zweiten Hälfte des 19. Jahrhunderts aus verschiedenen Regionen Chinas und Birmas.
In den 1970er Jahren wurden viele Angehörige der Bergvölker Thailands verfolgt, da man sie verdächtigte, dem Kommunismus nahezustehen. Infolge der Thaiisierung haben die Angehörigen der Bergvölker jedoch wenig Bezug zu den im Ausland lebenden Angehörigen ihrer Ethnien. Heutzutage werden sie oft von Tourismusveranstaltern als willkommene Staffage für Touren nach Nord-Thailand benutzt.
Die Lisu wanderten Anfang des 20. Jahrhunderts aus Tibet nach Siam und tragen noch heute ihre malerische traditionelle Kleidung. Die Akha leben im nördlichsten Teil Thailands und sind bekannt für den Bau von ornamentalen Portalen zu ihren Dörfern, an denen explizite sexuelle Darstellungen angebracht sind, um für Fruchtbarkeit zu sorgen und böse Geister abzuwehren. Die Lahu sind die einzige Gruppe unter den meist animistischen Bergvölkern, die einen zentralen Tempel für die Anbetung und Rituale unterhalten. Die Yao stammen aus Südchina und siedeln heute in ganz Nordost-Thailand; ihr animistischer Glaube ist vermischt mit daoistischen Elementen. Die Hmong siedeln in der Gegend von Chang Mai und stammen aus China.

## Wirtschaft
Die traditionelle Wirtschaftsform der Bergvölker war die extensive Landwirtschaft, und die Einwohner mussten deshalb alle paar Jahre in andere Gebiete wandern, da der Boden ausgelaugt war und einige Zeit brach liegen musste. Eine typische Familie fällte jedes Jahr Bäume des Regenwalds für neue Felder, ließ die Vegetation zunächst trocknen und brannte sie dann ab, um Asche als Dünger zu gewinnen. Diese Methode benötigt große Landflächen für kleine Bevölkerungsgruppen und führte wahrscheinlich zu den ausgedehnten Wanderungsbewegungen der Bergvölker.
In Thailand ist diese Art der Bewirtschaftung in neuerer Zeit nicht mehr erlaubt. Jagd, Fischfang und das Sammeln von Waldprodukten sind weitere Erwerbszweige der Bergvölker. Im 20. Jahrhundert kam der geplante Anbau von Opium hinzu, doch er wurde, mithilfe der Arbeit von offiziellen Stellen, wie dem Thai Royal Development Project, inzwischen durch andere Erwerbsmöglichkeiten ersetzt. So entstehen heute reich verarbeitete Textilien sowie Silberschmuck, die in ganz Thailand verkauft werden.
Die Karen sind das einzige Bergvolk, das auch Reis anbaut. Sie leben vorwiegend in der Grenzregion zu Thailand, welche auch ihr ursprüngliches Siedlungsgebiet ist.

## Religion
Die Bergvölker Thailands unterscheiden sich von der Mehrheitsbevölkerung der Thai in ihrem Glauben und den Glaubenspraktiken, der Kleidung, der Architektur und vielen anderen Aspekten des täglichen Lebens.
Während die meisten Thai buddhistischen Glaubens sind, haben Angehörige der Bergvölker auch die animistischen Lokalreligionen bewahrt. Sie gehen in diesem Fall zu Schamanen, um mit den lokalen Geistern zu verkehren. Die Karen sind mehrheitlich Christen. Zahlreiche Yao sind zum Buddhismus oder Christentum konvertiert. Unter den Lisu gibt es neben Anhängern der immer noch weit verbreiteten animistischen Glaubensvorstellungen auch Buddhisten und Christen.